# Blepharis edulis
Blepharis edulis är en akantusväxtart som först beskrevs av Peter Forsskål, och fick sitt nu gällande namn av Christiaan Hendrik Persoon. Blepharis edulis ingår i släktet Blepharis och familjen akantusväxter. Inga underarter finns listade i Catalogue of Life.